# Abelardo Fernández
Abelardo Fernández Antuña (Gijón, Asturias, 19 de abril de 1970) es un exfutbolista y entrenador español que actualmente se encuentra sin equipo.
Como futbolista, jugaba en la posición de defensa y militó en el Real Sporting de Gijón, el F. C. Barcelona y el Deportivo Alavés. Además, fue internacional con la selección española, con la que disputó dos Mundiales y dos Eurocopas, y logró una medalla de oro en los Juegos Olímpicos de Barcelona 1992.

## Trayectoria

### Como jugador

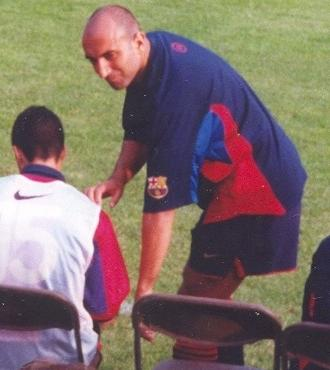
Abelardo con el F. C. Barcelona en 2000.

Durante su formación en el fútbol base, jugó en el Club Deportivo La Braña y en el Club de Fútbol Estudiantes de Somió hasta que, en 1988, pasó a formar parte de la plantilla del Sporting Atlético. Debutó en Primera División con el Real Sporting de Gijón el 3 de septiembre de 1989, en un partido contra el Real Madrid C. F. disputado en el estadio Santiago Bernabéu. Permaneció en el club asturiano cinco temporadas, hasta 1994, momento en que el F. C. Barcelona pagó los 275 millones de pesetas de su cláusula de rescisión para hacerse con sus servicios.
Militó en el Barcelona durante ocho años, en los que conquistó dos Ligas, dos Copas del Rey, dos Supercopas de España, una Recopa de Europa y una Supercopa de Europa. En la campaña 2002-03 fichó por el Deportivo Alavés y, tras renunciar a una temporada más de contrato por no sentirse en condiciones de jugar, puso fin a su carrera deportiva.

### Como entrenador
Comenzó su carrera como técnico entrenando a los equipos de las categoría cadete y juvenil del fútbol base del Real Sporting de Gijón. Posteriormente, en 2008, tomó las riendas del Real Sporting de Gijón "B" hasta su destitución en mitad de la temporada 2009-10, tras encadenar una serie de malos resultados. En la campaña 2010-11 firmó un contrato con el Candás C. F., del grupo II de la Tercera División de España, a quien llevó a proclamarse campeón de la fase regional de la Copa Real Federación Española de Fútbol. Un año después, se hizo cargo del banquillo del C. D. Tuilla, también de Tercera, y repitió triunfo en la fase autonómica de la Copa Federación.
El 10 de febrero de 2012, se incorporó al cuerpo técnico del Sporting como segundo entrenador del equipo. Al término de la temporada, y tras el descenso a Segunda División, se comprometió para dirigir de nuevo al filial rojiblanco en la campaña 2012-13.
El 4 de mayo de 2014, sustituyó a José Ramón Sandoval al frente del primer equipo del Sporting y lo dirigió durante los últimos cinco encuentros de la competición regular, en los que logró tres victorias y dos empates que sirvieron para conseguir la clasificación para disputar la promoción de ascenso a Primera División. En la primera eliminatoria, el conjunto rojiblanco fue derrotado por la U. D. Las Palmas. En la temporada 2014-15 el Sporting consiguió el subcampeonato de la categoría y, por tanto, logró el ascenso directo a la Primera División. En la campaña 2015-16 el equipo asturiano consiguió la permanencia en la categoría tras vencer en la última jornada al Villarreal C. F. por 2-0 en el estadio El Molinón. El 17 de enero de 2017 cesó en su actividad como técnico del Sporting de mutuo acuerdo con la entidad.
El 1 de diciembre de 2017, fichó como técnico del Deportivo Alavés, al que dirigió hasta el final de la temporada 2018-19, logrando la permanencia por segundo año consecutivo.
El 27 de diciembre de 2019, se confirmó su fichaje por el R. C. D. Espanyol. Debutó en el derbi barcelonés frente al F. C. Barcelona disputado en el RCDE Stadium que finalizó con el marcador de 2-2. El 27 de junio de 2020, fue cesado en sus funciones por el club blanquiazul, dejando al equipo en la última posición de la clasificación, igual que a su llegada.
El 12 de enero de 2021, se anunció su vuelta al Deportivo Alavés, tras la destitución de Pablo Machín. Sin embargo, fue despedido el 5 de abril de 2021 debido a los malos resultados.
El 3 de mayo de 2022, se confirmó su regreso al Real Sporting de Gijón hasta junio de 2023, sustituyendo a José Luis Martí. El 6 de enero de 2023 se convirtió en el quinto entrenador con más partidos dirigidos en la historia del club. Superaba así, con 139 partidos, la marca de José Luis Molinuevo. El 15 de enero de 2023 fue destituido como técnico del conjunto asturiano, tras lograr una sola victoria en los 12 últimos partidos.
El 6 de junio de 2024, firmó por el F. C. Cartagena de la Segunda División de España.  Sin embargo, tras cosechar 5 derrotas en las 6 primeras jornadas ligueras, fue despedido el 25 de septiembre de 2024.

## Selección nacional
Fue internacional con España en la categoría sub-21, con la que participó en la Eurocopa de 1990. Con la selección absoluta jugó cincuenta y cuatro partidos en los que anotó tres goles. Su debut se produjo el 4 de septiembre de 1991 en un partido amistoso contra Uruguay disputado en Oviedo. Además de su participación en los Juegos Olímpicos de Barcelona 1992, en los que consiguió la medalla de oro y anotó uno de los goles de la final, disputó los Mundiales de 1994 y 1998, y las Eurocopas de 1996 y 2000. Su último encuentro con la selección fue un amistoso ante Inglaterra, disputado el 28 de febrero de 2001, en el que España cayó derrotada por 3-0.

### Participaciones en Copas del Mundo
| Mundial                        | Sede           | Resultado        |
| ------------------------------ | -------------- | ---------------- |
| Copa Mundial de Fútbol de 1994 | Estados Unidos | Cuartos de final |
| Copa Mundial de Fútbol de 1998 | Francia        | Primera fase     |

### Participaciones en Eurocopas
| Copa          | Sede                   | Resultado        |
| ------------- | ---------------------- | ---------------- |
| Eurocopa 1996 | Inglaterra             | Cuartos de final |
| Eurocopa 2000 | Bélgica · Países Bajos | Cuartos de final |

## Clubes

### Como jugador
| Club              | País   | Año       |
| ----------------- | ------ | --------- |
| Sporting Atlético | España | 1988-1989 |
| Sporting de Gijón | España | 1989-1994 |
| F. C. Barcelona   | España | 1994-2002 |
| Deportivo Alavés  | España | 2002-2003 |

### Como entrenador
| Club                  | País   | Año       |
| --------------------- | ------ | --------- |
| Sporting de Gijón "B" | España | 2008-2010 |
| Candás C. F.          | España | 2010-2011 |
| C. D. Tuilla          | España | 2011-2012 |
| Sporting de Gijón "B" | España | 2012-2014 |
| Sporting de Gijón     | España | 2014-2017 |
| Deportivo Alavés      | España | 2017-2019 |
| R. C. D. Espanyol     | España | 2019-2020 |
| Deportivo Alavés      | España | 2021      |
| Sporting de Gijón     | España | 2022-2023 |
| F. C. Cartagena       | España | 2024      |

## Palmarés

### Campeonatos nacionales
| Título              | Club            | País   | Año  |
| ------------------- | --------------- | ------ | ---- |
| Supercopa de España | F. C. Barcelona | España | 1994 |
| Supercopa de España | F. C. Barcelona | España | 1996 |
| Copa del Rey        | F. C. Barcelona | España | 1997 |
| Liga española       | F. C. Barcelona | España | 1998 |
| Copa del Rey        | F. C. Barcelona | España | 1998 |
| Liga española       | F. C. Barcelona | España | 1999 |

### Copas internacionales
| Título               | Club               | País                                   | Año  |
| -------------------- | ------------------ | -------------------------------------- | ---- |
| Oro Juegos Olímpicos | Selección española | Barcelona (España)                     | 1992 |
| Recopa de Europa     | F. C. Barcelona    | Róterdam (Países Bajos)                | 1997 |
| Supercopa de Europa  | F. C. Barcelona    | Dortmund (Alemania) Barcelona (España) | 1997 |